# Tata Giacobetti
Tata Giacobetti (24 de junio de 1922 – 2 de diciembre de 1988) fue un cantante, letrista, contrabajista y actor de nacionalidad italiana, conocido por ser uno de los componentes del grupo Quartetto Cetra, formado junto a Virgilio Savona, Lucia Mannucci y Felice Chiusano.

## Biografía
Nacido en Roma, Italia, su verdadero nombre era Giovanni Giacobetti. Músico autodidacta, Giacobetti aprendió a tocar el contrabajo y, mientras se formaba en escenografía en la Academia de Bellas Artes de Roma, por las noches cantaba con los estudiantes.
En 1940 fundó el cuarteto vocal Quartetto Egie (nombre formado con las iniciales de los nombres de los componentes), que, tras cambiar sus miembros, pasó a llamarse en 1941 el Quartetto Cetra. Como miembro del Quartetto Cetra, la carrera artística de Giacobetti duró más de cuarenta años, durante los cuales fue protagonista como cantante y actor en diferentes producciones radiofónicas, teatrales, televisivas, cinematográficas y publicitarias.
En el Quartetto Cetra, Giacobetti fue, además de cantante, letrista y autor en colaboración con Virgilio Savona, otro de los componentes de la formación. De la colaboración entre Giacobetti y Savona surgieron centenares de canciones integradas en el vasto repertorio del Quartetto Cetra.
Como letrista, Giacobetti colaboró también con Gorni Kramer (escribiendo La gatta che scotta para Adriano Celentano), Giovanni D'Anzi y Armando Trovajoli.
En 1964 se casó con la actriz cinematográfica Valeria Fabrizi, que debutó en televisión junto a él en un western musical ideado por el mismo Giacobetti: Non cantare, spara (1968). La pareja tuvo una hija, Giorgia.
Tata Giacobetti falleció en Roma en 1988, a causa de un ictus. Ese mismo año, por esa trágica razón, cesó su actividad el Quartetto Cetra.

## Selección de su filmografía
- 1949 : Maracatumba... ma non è una rumba, de Edmondo Lozzi
- 1960 : Ferragosto in bikini, de Marino Girolami
- 1960 : Caccia al marito, de Marino Girolami
- 1961 : La ragazza sotto il lenzuolo, de Marino Girolami